# 쿨리코로
쿨리코로(Koulikoro)는 말리 쿨리코로 주의 주도다. 니제르강 유역에 위치하고 있으며 수도 바마코에서 약 59km 정도 떨어져 있다. 인구는 118,686명이다.